# 禹州天价过路费案
禹州天价过路费案又称禹州农民假军牌偷逃过路费案，平顶山中院称时建锋因诈骗被判无期徒刑案，指2008年5月發生在中華人民共和國河南省禹州市农民时建锋为了多赚钱，用两套假军牌为两辆大货车在郑尧高速下汤收费站办理免费通行手续，后于2009年1月被收费站怀疑，同年6月，两套被河南省武警总队证明为假军牌。在2008年5月4日至2009年1月1日的8个月时间里，在郑尧高速免费通行2361次，偷逃过路费3,682,110元[1]。2010年12月21日，平顶山市中级人民法院做出判决，时建锋犯诈骗罪，判处无期徒刑，剥夺政治权利终身，并处罚金200万元，并追缴违法所得的一切财物。判决后，时建锋未提出上诉，判决生效。该案于2011年1月被媒体报道后，引起关注和热议，很多网友对368.2万元的天价过路费产生了质疑，还有无期徒刑的量刑是否过重。
从媒体的公开报道来看，这是中国首起因为偷逃过路费而被判处无期徒刑的案件。

## 重要事件
- 2011年1月14日凌晨2点，平顶山中院在其官网发布消息，称该院于2011年1月13日对本案进行了复查，并讯问了时建锋，时建锋在讯问过程中，称还有同伙，本案 原判可能因此更改，决定启动再审程序。[2]
- 2011年1月15日22时，时建锋弟弟时军锋在禹州市无梁镇派出所投案自首，交代被告顶替他入狱等重要情况，牵连出一连串谜团，使案情变得更加扑朔迷离。[3]
- 2011年1月16日16时，河南高法召开新闻发布会，通报了案件进展。相关责任人收到处分，一审主审法官在内的四名责任人被问责。[4]
- 2011年1月17日，平顶山人民检察院检察委员会决定撤回起诉，退回公安机关补充侦查。[5]
- 2011年7月，该案由平顶山市鲁山县公安局侦结。由于时军锋提交了一份管辖异议书，此案件被移交至鲁山县检察院重审。[6]
- 2011年12月15日，禹州天价过路费案在河南省鲁山县人民法院重审。法官当庭宣判：被告人时建锋犯诈骗罪，判处有期徒刑两年6个月，并处罚金人民币1万元。同时，法官当庭宣判被告人时军锋犯诈骗罪，判处有期徒刑7年，并处罚金人民币5万元；被告人时留申、王明伟犯伪证罪，各判处有期徒刑1年，缓刑1年。[7]
- 2012年6月17日，被告人时建锋被刑满释放。[8]

## 案情概况
根据河南省平顶山市中级人民法院（2010）平刑初字第104号，时建锋诈骗一案一审刑事裁判书显示：2008年5月，时建锋为了多赚钱，购买了两套“WJ19-30055”、“WJ19-30056”假军牌及假的武警部队士兵证、驾驶证、行驶证。一个自称李金良的人为两辆斯太尔后八轮自卸车在郑尧高速下汤收费站办理了免费通行手续，然后从2008年5月开始在郑石高速（现更名“郑尧高速”）运输沙石，路线主要是鲁山下汤至许昌长葛，偶尔也走鲁山下汤至禹州。时建锋称在2008年5月至2009年1月的7个多月时间里，每天跑两三趟，大概赚了二 十多万。因为害怕收费站工作人员看出破绽，时建锋不停地更换司机，还给司机办了假的士兵证、军车驾驶证，且给司机开出高于平常几百的工资。
2008年底，两辆假军车仍然在郑尧高速运输沙石，下汤收费站对两辆军车的身份产生了怀疑，因为一般部队的土木工程会在半年内结束。通过层层向上级 反映及协调，2009年1月的一天，河南省武警总队警备司令部在郑尧高速下汤收费站将“WJ19-30055”、“WJ19-30056”连同司机带走。 同年6月，警备司令部开具了两辆斯太尔均为假军牌的证明，郑尧高速的运营公司河南中原高速公路股份有限公司平顶山分公司据此报案。
根据河南中原高速公路股份有限公司平顶山分公司、河南省高速公路联网监控收费通信服务有限公司出具的两辆假军车，2008年5月4日至2009年1月1日，两辆车共通行2362（2361）次，逃避过路费3674895（36821000）元。
时建锋于2009年12月18日以诈骗罪被刑拘，2010年1月22日被执行逮捕，平顶山市人民检察院2010年10月17日向平顶山市中级人民法院提起公诉，平顶山中院同年11月19日开庭审理了本案，12月21日，以诈骗罪判处时建锋无期徒刑，剥夺政治权利终身，并处罚金200万元。并追缴时建锋的一切非法所得。由于时建锋未在十日法定上诉期内上诉，本判决已生效。

## 媒体报道
2011年1月11日，河南《大河报》以《偷逃过路费8个月 换来无期徒刑》报道本事件，经多家媒体转载后引起广泛关注，人们对368万元和无期徒刑是怎样得来的，表示不解和疑惑。
从目前公开的报道来看，这是中国首起因为偷逃过路费而被判处无期徒刑的案件。
2011年1月13日下午，央视《今日说法》的记者在平顶山市鲁山县看守所采访时军锋，时建锋突然翻供，说他是替弟弟时军锋顶罪，并且收费站里有人帮他们偷逃过路费。当晚，《今日说法》记者将这段视频拿给平顶山中级人民法院、公安局、检察院的领导看，平顶山中院当晚召开紧急会议。1月14日2时，平顶山中院正式对本案启动了再审程序。同时，央视将视频发布到微博上，此事一出，舆论哗然，整个案件发生了转变。

## 复查再审
2011月1月14日凌晨2点，平顶山中院在其官网发布消息，称该院于2011年1月13日对本案进行了复查，并讯问了时建锋，时建锋在讯问过程中，称其是为弟弟时军锋顶案，本案原判可能因此更改，决定另行组成合议庭进行再审。

## 时建锋弟弟投案
1月15日22时，时建锋弟弟时军锋在禹州市无梁镇派出所投案自首，交代被告顶替他入狱等重要情况。时军锋还说，案发后有人向他承诺，他哥哥可以很快被放出 来，他曾经向有关人员行贿。时军锋还拿出了一份“关键证据”，就是他与自称武警许昌支队官兵的“张新田”、“李金良”签订的一份合同。
合同中规定 ，时军锋每年付给张新田、李金良120万元，头三个月时军锋预付给张、李“协调关系费”24万元，剩下的96万元作为甲方工资按每月8万元支付给张、李。此外，时军锋还要每月给下汤收费站正副站长月工资5000元整。而平顶山下汤收费站站长王欢、副站长李占峰否认收过钱。但在记者的追问下，副站长李占峰承认他和王欢曾与李金良、时军锋吃过几次饭，但否认有利益输送。
时军锋还向记者表示，他是一个姓唐的中间人去打点，前后花了99万元，其中 50万元是唐某借给时军锋的，而唐某找拿了其中45万元到了在公安系统的小舅子李某活动，不过最终此事未能操作成功。关于唐某于时军锋的关系，唐某说是投 资关系，起初听说军牌搞运输赚钱，就投资50万元给时军锋买车。

## 追责重审
1月16日下午，河南省高级人民法院和平顶山市中级人民法院联合召开新闻发布会，宣布对时建锋案中4名相关责任人进行问责。其中，主审法官被免职，主管副院长被停职检查。
1月17日，平顶山市人民检察院决定，对该案撤诉，交由公安机关补充侦查。检查机关承认失误，并表示有关人员将被问责。平顶山检察院称，曾在2010年5月6日和8月26日两次退回公安机关补充侦查。
武警许昌支队也开具证明称，该单位没有李金良这个人。
交通部副部长翁孟勇在回答记者关于天价过路费案提问时，表示正在研究低标准收费系统。翁孟勇还表示“可以这样说，没有收费公路的政策，就没有中国交通的现状和成就。” 
河南省高级人民法院院长张立勇在参加河南省十一届人大四次会议时表示，此案件暴露出河南法院内部管理多处问题，“司法不公现象仍然存在”。